# (10351) Seiichisato
(10351) Seiichisato est un astéroïde de la ceinture principale. Il fut découvert le 23 septembre 1992 à Kitami par Kin Endate et Kazuro Watanabe.

## Description
Il présente une orbite caractérisée par un demi-grand axe de 2,68 UA, une excentricité de 0,15 et une inclinaison de 13,7° par rapport à l'écliptique.

## Compléments